# اخترشناسی پرتو گاما

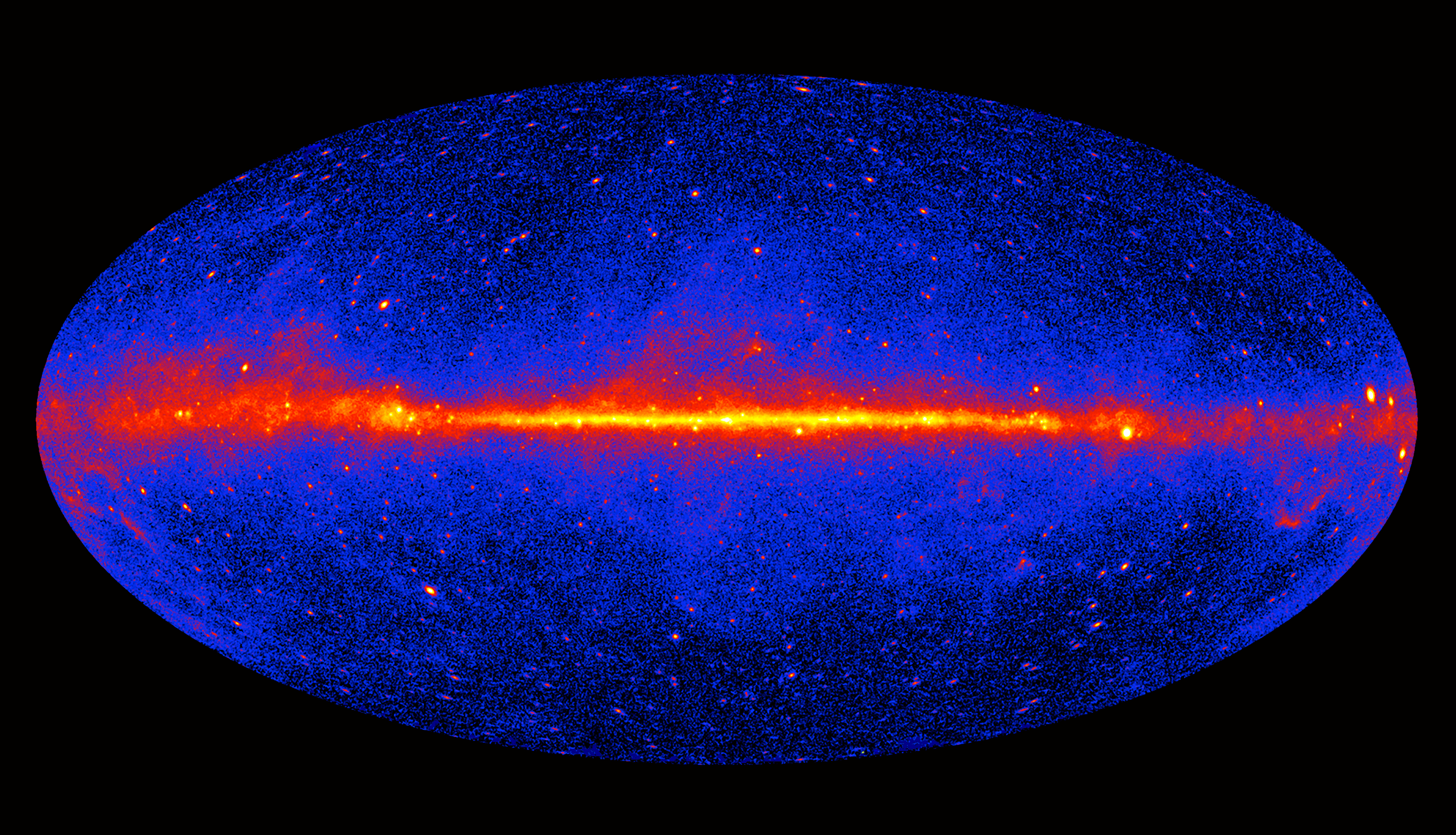
نخستین نقشه از آسمان در انرژی بالاتر از ۱ الکترون‌ولت که توسط تلسکوپ فضایی پرتو گامای فرمی طی سه سال رصد از ۲۰۰۹ تا ۲۰۱۱ گردآوری شده است.

اخترشناسی پرتو گاما (انگلیسی: Gamma-ray astronomy) رصد اخترشناختی پرتو گاما است که پرانرژی‌ترین شکل تابش الکترومغناطیسی با انرژی فوتون بالاتر از ۱۰۰ الکترون‌ولت به‌شمار می‌رود. تابش کمتر از ۱۰۰ الکترون‌ولت به‌عنوان پرتو ایکس طبقه‌بندی می‌شود که موضوع اخترشناسی پرتو ایکس است.